# 81-es busz (Budapest)
A budapesti 81-es jelzésű autóbusz az Aszódi utca és József Attila lakótelep, Lobogó utca között közlekedett az Ecseri úti metróállomást is érintve. A vonalat a Budapesti Közlekedési Zrt. üzemeltette.

## Története
A budapesti József Attila-lakótelep felépítése után még hosszú ideig nem volt metrókapcsolat a belsőbb részek felé, a forgalmat autóbuszokkal és az Üllői úti villamosokkal bonyolították. A legfőbb kapcsolatot a várossal a 39-es busz jelentette. Mellette 1963. december 16-ától hétköznap a reggeli és délutáni csúcsidőben a „J” jelzésű buszjárat is közlekedett, csuklós Ikarus 60-as buszokkal. Végállomása a Lobogó utca és Napfény utca sarkán lévő, ma is üzemelő buszmegálló volt. Innen a Friss utca, Pöttyös utca útvonalon érte el az Üllői utat, majd a Calvin tér irányából a Madách teret. Visszafelé az Üllői útról a Pöttyös és Napfény utcán keresztül járt, leszállóhelye a korabeli Ezüst Sirály étterem (ma Lidl) előtt volt, innen fordult be a Lobogó utca felé. 1966. június 1-jén a „J” jelzésű buszt átszámozták 81-esre, amely már teljes nap közlekedett, csuklós Ikarus 180-as buszokkal. 1972. december 23-án 181-es jelzésű gyorsjáratot is indítottak a Madách tér és a Lobogó utca között.
1973. május 2-án a Lobogó utca és a Gyáli úti szakorvosi rendelő között 81Y jelzésű járatot indítottak, mely az Üllői utat nem érintette, a lakótelepen keresztül járt (Dési Huber utca és Ifjúmunkás utca), ezáltal a közvetlen kapcsolaton kívül további területek kaptak kiszolgálást.
A 81-es buszok az 1970-es évek aluljáró- és metróépítései miatt többször jártak különféle terelőutakon, többnyire a Népliget felé kerülve (Fertő utca és Ceglédi utca), illetve a lakótelep felől a 81-es buszok a Pöttyös utca helyett az Ecseri útnál érték el az Üllői utat. 1977. január 1-jén végül átadták a 3-as metró Nagyvárad tértől befelé tartó első szakaszát, ettől fogva a 81-es busz csak a Nagyvárad tértől járt a lakótelep felé. A 181-es gyorsjáratot ugyanekkor szintén a Nagyvárad térig rövidítették és a 81-es jelzést kapta. Az alap- és gyorsjáratok a folytatódó metróépítések miatt továbbra is terelt útvonalon jártak. A 81Y jelzése ugyancsak 1977 elején 181-esre módosult.
1980. március 30-án újra megváltozott a környék autóbusz-közlekedése a 3-as metró újabb szakaszának átadása miatt. Az Üllői úton megszűnt a felszíni közlekedés, a 81-es busz a metró ráhordójárata lett, végállomása az Ecseri út metróállomás lett, melyet körforgalomban ért el (Ifjúmunkás utca–Epreserdő utca–Ecseri út) a lakótelepen továbbra is a Dési Huber utcán haladt. A 81-es gyorsjárat megszűnt (helyét a 189-es busz vette át).
1981. július 1-jén az Ecseri út metróállomás és a Gyáli úti sorompó között (az Aszódi utcát is érintve) a 181-es járatnak besegítve 181A jelzésű betétjáratot indítottak.

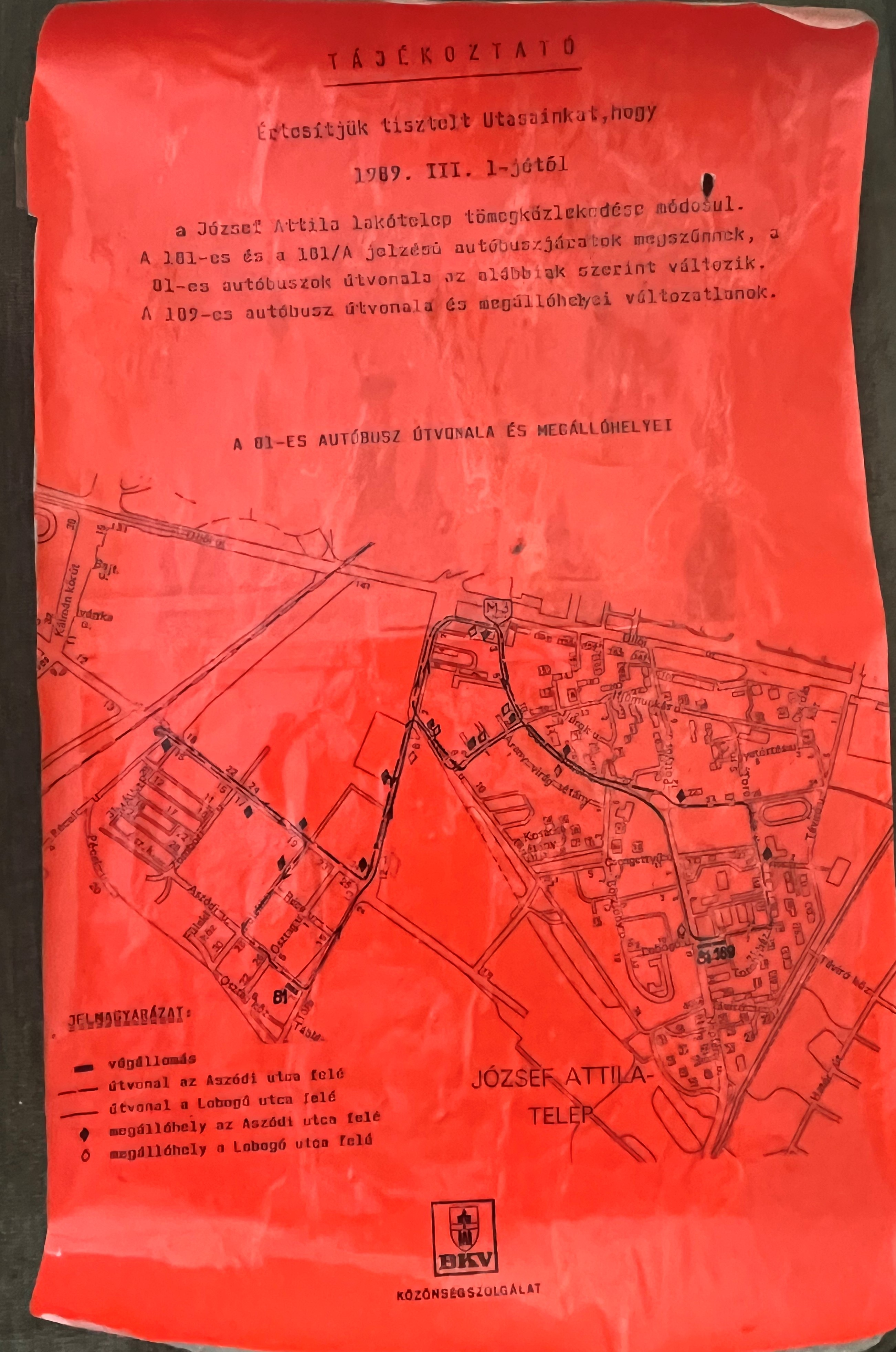
Eredeti utastájékoztató 1989-ből

1989. február 28-án megszűnt a 181-es és a 181A busz, helyettük a 81-est meghosszabbították az Aszódi utcáig. Az új „hosszú” 81-es mindkét végállomása felé érintette az Ecseri úti metróállomást, ahol így két buszmegálló lett, az első az Aszódi út felé, a második a Lobogó utca felé tartó buszok számára. 2000 körül a Napfény utcán körforgalmat létesítettek, ezután a busz ott fordult vissza, ugyanott létesült egy buszmegálló is, ebből lett a későbbi Távíró utcai végállomás.
2002. május 2-án Ferenc-busz néven indítottak új járatot, mely a 81-es busz minden megállóját érintette, azonban a Gyáli úton át a Ferencvárosi rendelőintézetig közlekedett, ahonnan az Üllői úton keresztül ért vissza az Ecseri úthoz.
2008. szeptember 6-án a 81-es jelzése 181-esre, a Ferenc-busz jelzése pedig 281-esre változott, és a Lobogó utca helyett a Távíró utcánál végállomásoztak.

## Útvonala
| József Attila lakótelep, Lobogó utca felé | Aszódi utca felé |
| --- | --- |
| Aszódi utca vá. – Ecseri út – Üllői út szervizútja – Ecseri út, metróállomás – Dési Huber utca – Napfény utca – körforgalom – Napfény utca – Lobogó utca – József Attila lakótelep, Lobogó utca vá. | József Attila lakótelep, Lobogó utca vá. – Lobogó utca – Toronyház utca – Dési Huber utca – Ifjúmunkás utca – Epreserdő utca – Ecseri út – Üllői út szervizútja – Ecseri út, metróállomás – Dési Huber utca – Ifjúmunkás utca – Epreserdő utca – Ecseri út – Gyáli út – Gyáli úti sorompó – Gyáli út – Füleki utca – Aszódi utca – Aszódi utca vá. |

## Megállóhelyei
Az 1982-es átszállási kapcsolatok között a 189-es busz, a 2008-as átszállási kapcsolatok között pedig a Ferenc-busz nincsen feltüntetve, mert ugyanazon az útvonalon közlekedtek.
| 81 (Aszódi utca – József Attila lakótelep, Lobogó utca) | 81 (Aszódi utca – József Attila lakótelep, Lobogó utca) | 81 (Aszódi utca – József Attila lakótelep, Lobogó utca) | 81 (Aszódi utca – József Attila lakótelep, Lobogó utca) | 81 (Aszódi utca – József Attila lakótelep, Lobogó utca) | 81 (Aszódi utca – József Attila lakótelep, Lobogó utca) | 81 (Aszódi utca – József Attila lakótelep, Lobogó utca) | 81 (Aszódi utca – József Attila lakótelep, Lobogó utca) |
| Perc (↓)                                                | Perc (↓)                                                | Megállóhely                                             | Perc (↑)                                                | Perc (↑)                                                | Átszállási kapcsolatok                                  | Átszállási kapcsolatok                                  |                                                         |
| 1982                                                    | 2008                                                    | Megállóhely                                             | 1982                                                    | 2008                                                    | 1982-ben                                                | a járat megszűnésekor                                   |                                                         |
| ------------------------------------------------------- | ------------------------------------------------------- | ------------------------------------------------------- | ------------------------------------------------------- | ------------------------------------------------------- | ------------------------------------------------------- | ------------------------------------------------------- | ------------------------------------------------------- |
| ∫                                                       | 0                                                       | Aszódi utca végállomás (1989–2008)                      | ∫                                                       | 12                                                      | Nem érintette                                           |                                                         |                                                         |
| ∫                                                       | ∫                                                       | Füleki utca                                             | ∫                                                       | 11                                                      | Nem érintette                                           |                                                         |                                                         |
| ∫                                                       | ∫                                                       | Merényi Gusztáv Kórház                                  | ∫                                                       | 10                                                      | Nem érintette                                           |                                                         |                                                         |
| ∫                                                       | ∫                                                       | Péceli utca                                             | ∫                                                       | 10                                                      | Nem érintette                                           |                                                         |                                                         |
| ∫                                                       | ∫                                                       | Zombori utca                                            | ∫                                                       | 9                                                       | Nem érintette                                           |                                                         |                                                         |
| ∫                                                       | 1                                                       | Gyáli út                                                | ∫                                                       | 8                                                       | Nem érintette                                           |                                                         |                                                         |
| ∫                                                       | 2                                                       | Epreserdő utca (↓) Közterületfenntartó Rt. (↑)          | ∫                                                       | 7                                                       | Nem érintette                                           | 3                                                       |                                                         |
| ∫                                                       | ∫                                                       | Ecseri út                                               | ∫                                                       | 6                                                       | Nem érintette                                           |                                                         |                                                         |
| ∫                                                       | ∫                                                       | Aranyvirág sétány                                       | ∫                                                       | 6                                                       | Nem érintette                                           |                                                         |                                                         |
| ∫                                                       | ∫                                                       | Ifjúmunkás utca                                         | ∫                                                       | 5                                                       | Nem érintette                                           |                                                         |                                                         |
| 0                                                       | 3                                                       | Ecseri út, metróállomás végállomás (1980–1989)          | 4                                                       | 4                                                       | 13                                                      | 3                                                       |                                                         |
| 1                                                       | 4                                                       | Ifjúmunkás utca                                         | ∫                                                       | ∫                                                       |                                                         |                                                         |                                                         |
| ∫                                                       | ∫                                                       | Ecseri út (1982-ben Epreserdő)                          | 3                                                       | 3                                                       |                                                         |                                                         |                                                         |
| ∫                                                       | ∫                                                       | Aranyvirág sétány                                       | ∫                                                       | 3                                                       | Nem érintette                                           |                                                         |                                                         |
| 2                                                       | 5                                                       | Börzsöny utca                                           | 2                                                       | 2                                                       |                                                         |                                                         |                                                         |
| 3                                                       | 6                                                       | Napfény utca (↓) Pöttyös utca (↑)                       | 1                                                       | 1                                                       |                                                         |                                                         |                                                         |
| ∫                                                       | ∫                                                       | Friss utca                                              | 1                                                       | 1                                                       |                                                         |                                                         |                                                         |
| ∫                                                       | 7                                                       | Lobogó utca                                             | ∫                                                       | ∫                                                       | Nem érintette                                           |                                                         |                                                         |
| ∫                                                       | 7                                                       | Távíró utca                                             | ∫                                                       | ∫                                                       | Nem érintette                                           | 84, 89, 123                                             |                                                         |
| 7                                                       | 8                                                       | József Attila lakótelep, Lobogó utca végállomás         | 0                                                       | 0                                                       |                                                         |                                                         |                                                         |